# Leo Heijdenrijk

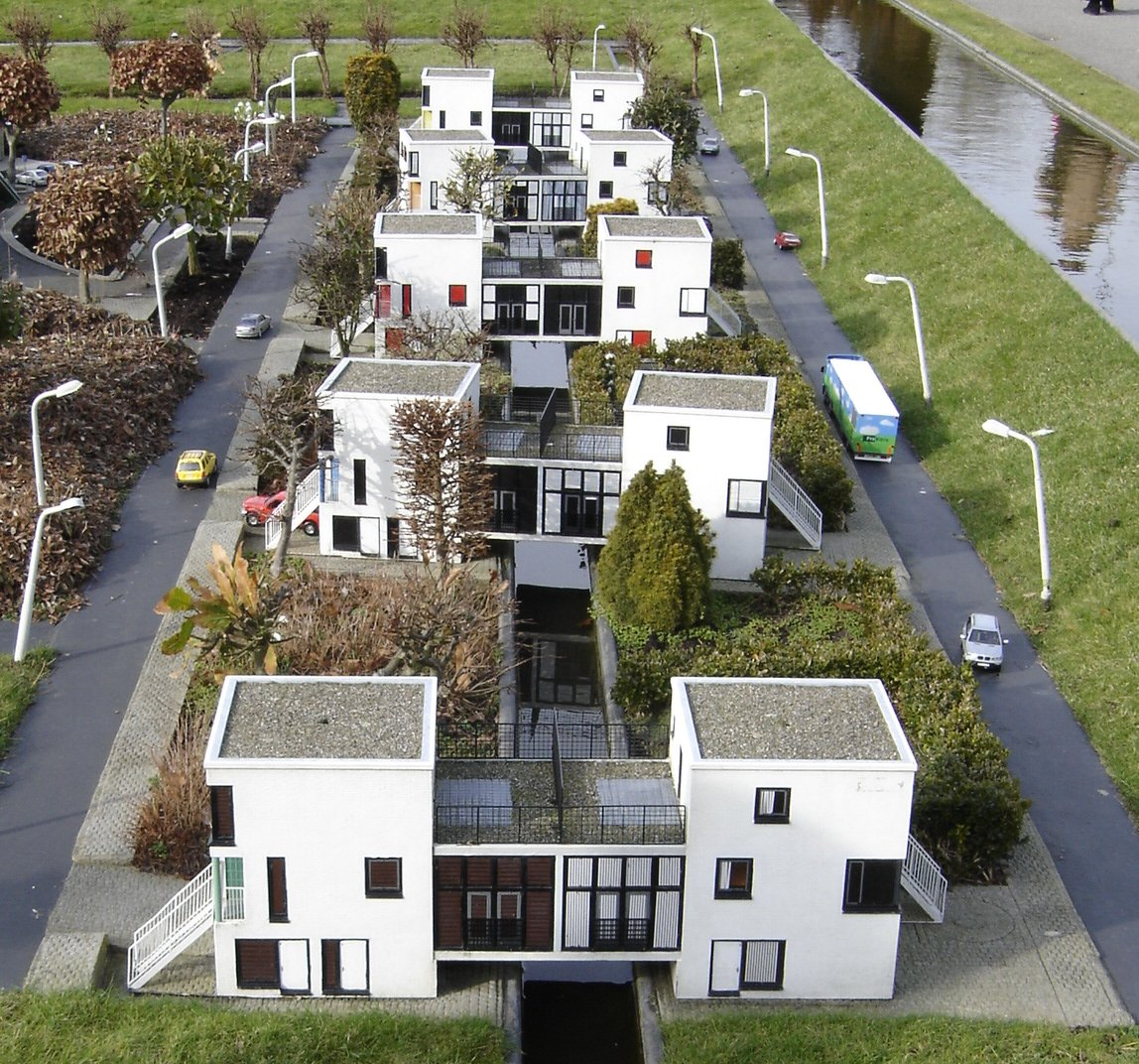
Modell der Brückenhäuser in Madurodam

Leonardus Justinus Heijdenrijk (* 12. Juni 1932 in Den Helder; † 19. Februar 1999 in Amersfoort) war ein niederländischer Architekt.

## Leben
Leo Heijdenrijk besuchte das Triniteits Lyceum in Haarlem und studierte anschließend Architektur an der Technischen Universität Delft. Dort machte er 1961 sein Diplom und wurde im Architekturbüro von G. J. van der Grinten in Utrecht und später in Amersfoort tätig, die sich mit Industriedesign und Stadtentwicklung beschäftigten. 1965 wurde er stellvertretender Direktor und Geschäftspartner van der Grintens. Im Jahr 1970 kam mit L. Manche ein weiterer Manager zu diesem Unternehmen, so dass das Büro in „Environmental Design B.V.“ umbenannt wurde.
Heijdenrijk entwarf unter anderem Brückenwohnungen im Stadtteil Kattenbroek von Amersfoort und das TWRC-Gebäude der Universität Twente, das im Jahr 2002 teilweise abbrannte. Er gründete das Architecten Kollektief Heijdenrijk mit Sitz in Amersfoort. Seine Werke waren vom Strukturalismus geprägt.

## Schriften (Auswahl)
- Elleboog-betoog. Een beeldverhaal over Amersfoort’s binnenstad. Environmental design, Amersfoort 1974, OCLC 920802024.
- Huizen binnen eigen huid. Heijdenrijk, Amersfoort 1998, ISBN 90-90-11388-6.